# Copa RS de Futebol Americano de 2018
A Copa RS de Futebol Americano de 2018, também conhecida como III Copa RS de Futebol Americano, é a terceira edição desta competição de Futebol Americano envolvendo equipes do estado do Rio Grande do Sul, que não disputam competições nacionais ou regionais no segundo semestre da temporada. A competição dá vaga para a Série A do Campeonato Gaúcho de Futebol Americano de 2019.

## Participantes
| Time                    | Cidade         | Estádio (mando)                                       |
| ----------------------- | -------------- | ----------------------------------------------------- |
| Buriers Football        | São Leopoldo   | Estádio do Grêmio Esportivo Nacional                  |
| Carlos Barbosa Ximangos | Carlos Barbosa | Campo do Serrano Futebol Clube                        |
| Cruzeiro Lions          | Porto Alegre   | Estádio do Grêmio Esportivo Nacional, São Leopoldo/RS |
| Erechim Corados         | Erechim        | Campo da Escola Caras Pintadas                        |

## Fórmula de Disputa
As equipes enfrentam-se todas contra todas em turno único. Os mandos de campo foram definidos pela FGFA, visando não prejudicar financeiramente as equipes. As duas primeiras colocadas disputarão a final da competição, enquanto as demais decidirão o terceiro lugar.

## Classificação Final
| Grupo Único             |   |   |   |       |    |    |     |     |
| Time                    | V | D | E | PCT   | PF | PS | SP  | SEQ |
| Carlos Barbosa Ximangos | 3 | 0 | 0 | 1.000 | 55 | 13 | 42  | 3V  |
| Cruzeiro Lions          | 2 | 1 | 0 | 0.667 | 34 | 25 | 09  | 2V  |
| Buriers Football        | 1 | 2 | 0 | 0.333 | 30 | 23 | 07  | 2D  |
| Erechim Coroados        | 0 | 3 | 0 | 0.000 | 06 | 64 | -58 | 3D  |

|  |                                                   |
|  | Equipes classificadas à Final                     |
|  | Equipes classificadas à Disputa de Terceiro Lugar |

### Jogos da Temporada Regular
| Semana 1                |        |        |                         |                        |                                                       |
| Time da casa            | Pontos | Pontos | Time visitante          | Data do jogo           | Local do jogo                                         |
| Buriers Football        | 10     | 00     | Erechim Coroados        | 15 de setembro de 2018 | Estádio do Grêmio Esportivo Nacional, São Leopoldo/RS |
| Cruzeiro Lions*         | 00     | 12     | Carlos Barbosa Ximangos | 16 de setembro de 2018 | Campo do Serrano Futebol Clube, Carlos Barbosa/RS     |
| Semana 2                |        |        |                         |                        |                                                       |
| Time da casa            | Pontos | Pontos | Time visitante          | Data do jogo           | Local do jogo                                         |
| Carlos Barbosa Ximangos | 29     | 00     | Erechim Coroados        | 30 de setembro de 2018 | Campo do Serrano Futebol Clube, Carlos Barbosa/RS     |
| Cruzeiro Lions          | 09     | 07     | Buriers Football        | 10 de novembro de 2018 | Campo do Clube União, Alvorada/RS                     |
| Semana 3                |        |        |                         |                        |                                                       |
| Time da casa            | Pontos | Pontos | Time visitante          | Data do jogo           | Local do jogo                                         |
| Erechim Coroados        | 06     | 25     | Cruzeiro Lions          | 20 de outubro de 2018  | Campo da Escola Caras Pintadas, Erechim/RS            |
| Carlos Barbosa Ximangos | 14     | 13     | Buriers Football        | 21 de outubro de 2018  | Campo do Serrano Futebol Clube, Carlos Barbosa/RS     |

*Mando de campo invertido, em comum acordo entre as equipes

### Jogos da Fase Final
| Final                   |        |        |                |                        |                                                   |
| Time da casa            | Pontos | Pontos | Time visitante | Data do jogo           | Local do jogo                                     |
| Carlos Barbosa Ximangos | 07     | 18     | Cruzeiro Lions | 25 de novembro de 2018 | Campo do Serrano Futebol Clube, Carlos Barbosa/RS |

## Campeão
| Copa RS de 2018                    |
| ---------------------------------- |
| Cruzeiro Lions Campeão (1º título) |